# Bosszúra törve
A Bosszúra törve (eredeti cím: I Am Wrath) 2016-ban bemutatott amerikai akció-thriller, amelynek rendezője Chuck Russell, forgatókönyvírója Yvan Gauthier és Paul Sloan. A főbb szerepekben John Travolta, Christopher Meloni, Sam Trammell, Amanda Schull, Rebecca De Mornay, Melissa Bolona és Luis Da Silva látható.
A filmet 2016. május 6-án mutatták be a mozikban, Magyarországon DVD-n jelent meg szinkronizálva.

## Rövid történet
Egy férfi bosszút esküszik az őt és feleségét megtámadó bűnözők ellen, miután a korrupt rendőrségre nem számíthat az ügyben.

## Cselekmény
Az ohiói Columbus városát eddig sosem látott bűnözési hullám sújtja. John Meserve kormányzó egy sajtótájékoztatón a bűnözés csökkentéséért tett intézkedéseit népszerűsíti. Amikor tüntetők egy tervezett olajvezetékről kérdezik, a kormányzó azt ígéri, független környezetvédelmi vizsgálatot kér az ügyben. Abbie Hill és családja a televízióban követi a rendezvényt, az említett vizsgálaton pedig az ő édesanyja, Vivian Hill is dolgozik.
Vivian a reptéren találkozik férjével, Stanley Hill-lel, aki egy állásinterjúról tért vissza Kaliforniából. Autójukhoz érve észreveszik, hogy annak kerekét kilyukasztották, ezután egy ismeretlen férfi pénzt kér tőlük. Stanley udvarias elutasító válasza után a férfi társa leüti Stanleyt, a nőt halálra késelik, majd elveszik táskáját és elmenekülnek a helyszínről.
A rendőrség Stanley személyleírása alapján gyorsan azonosítja Vivian gyilkosát, ám a korrupt Gibson és Walker nyomozók egyből szabadon engedik a bűnözőt, feldühítve Stanleyt. Felesége temetése után Stanley otthonában gyászol és egy földre dobott Bibliában a következő sorokat pillantja meg: „Azért telve vagyok az Úr haragjával, elfáradtam azt visszatartani!” (Jeremiás könyve, 6:11). A bosszúra éhes férfi követni kezdi neje gyilkosát, Charley 'Fly' Lawest, majd hazatérve elővesz egy szekrény mögé elrejtett táskát, benne útlevelekkel, valutával és fegyverekkel. Felhívja Dennist, régi társát a különleges osztagból, ahol együtt szolgáltak. Dennis egy borbélyüzletet álcaként használva irányítja törvénytelen ügyleteit és barátja kérésére információt szerez Charleyról és annak bűntársairól.
Stanley egy helyi bárban megtalálja az egyik korábbi támadóját és ártalmatlanná teszi, halála előtt a férfi utal arra, hogy Vivian megölése nem csupán egy véletlen rablótámadás következménye volt. A kegyetlen albán bűnvezér, Lemuel 'Lemi K', akinek Stanley támadói is dolgoztak,  megkapja Stanley és Dennis fotóját, ezután megtorlásra utasítja embereit. Stanley egy tetoválószalonban talál rá a támadásban résztvevő Larsra. Miután a hátára tetováltatja vele az „én vagyok a harag” feliratot, Stanley végez vele és ellop tőle egy táskányi drogot, illetve pénzt. Charleyt a lopott táskával csalogatják egy koreai night club VIP részlegébe, ahol lövöldözés tör ki és Charley is életét veszti. Halála előtt bevallja: Lemi K rendelte el a szerinte túl kíváncsi nő kivégzését. Vivian dokumentumait elolvasva Stanley rájön, felesége kutatása alapján az olajvezeték nagy eséllyel vízszennyezést okozott volna. Vivian rablásnak álcázott megölését tehát azért rendelték el, hogy ne derülhessen fény a kutatási eredményeire.
Lemi megtámadja Stanley lányát, Abbie-t és annak kisfiát, túszul ejtve őket. Stanley és Dennis végez Lemi embereivel, Lemit kivallatva megtudják, Meserve kormányzó állt Vivian megölése mögött. A korrupt Gibson és Walker lelövi Lemit és lefegyverzésük előtt elárulják, a bűnvezér egy kompromittáló videófelvétellel zsarolta a kormányzót, ezzel juttatva ki a börtönből embereit. Az egyezség része volt, hogy Lemi elvégzi a piszkos munkát a kormányzónak, beleértve Vivian megölését is. Stanley arra kényszeríti Gibsont, vigye el őt a kormányzó villájába (a csomagtartóba zárt Walkerrel együtt). A helyszínre érve Stanley felrobbantja a járművet, megölve Gibsont és kis híján Walkert is, ezt követően bejut az épületbe és kérdőre vonja Meserve-t, aki bevallja tettét. Egy küzdelem után Stanley felülkerekedik és végez  politikussal. A kiérkező rendőrség fegyverének eldobására utasítja Stanleyt, de ő egy puskát szegez rájuk, ezért tüzet nyitnak rá.
Mivel golyóálló mellényt viselt, Stanley életben maradt és kórházba került. Hagyományos tárgyalás helyett egy katonai bíróságon döntenek majd sorsáról és lányával sem engedik találkozni. Abbie berohan apja kórtermébe elbúcsúzni, ezután két rendőr érkezik felváltani az őröket. Egyikük a bosszúszomjas Walker – a szobába lépve Stanley megölésére készül, de Abbie korábban titokban odacsúsztatott egy fegyvert apjának. Stanley végez Walkerrel, a következő pillanatban Dennis is belép a kórterembe és segít elmenekülni társának.
Abbie a film végén egy São Pauló-i képeslapot kap édesapjától.

## Szereplők
| Szerep                 | Színész            | Magyar hang          |
| ---------------------- | ------------------ | -------------------- |
| Stanley Hill           | John Travolta      | Csankó Zoltán        |
| Abbie Hill             | Amanda Schull      | Wessely-Simonyi Réka |
| Vivian Hill            | Rebecca De Mornay  | Ősi Ildikó           |
| Dennis                 | Christopher Meloni | Kőszegi Ákos         |
| Gibson nyomozó         | Sam Trammell       | Csík Csaba Krisztián |
| Walker nyomozó         | Asante Jones       | Kálid Artúr          |
| John Meserve kormányzó | Patrick St. Esprit | Németh Gábor         |
| Lemi K                 | Paul Sloan         | Király Adrián        |
| Charley                | Luis Da Silva      | Karácsonyi Zoltán    |
| Lars (tetováló)        | James Logan        | Olt Tamás            |

## A film készítése
Az eredetileg 2012 szeptemberében bejelentett filmet kezdetben Nicolas Cage főszereplésével és William Friedkin rendezésével készítették volna. Ez a verzió azonban nem valósult meg, ehelyett John Travolta főszereplésével és Chuck Russell rendezővel új verziót jelentettek be 2015 februárjában.
A film forgatása 2015.március 9-én kezdődött Columbusban (Ohio). 2015. március 18-án a forgatás az Ohio Statehouse lépcsőjénél, és egy Bexley-i magánházban is zajlott. A filmet Cleveland és Alabama egyes részén is forgatták.
A film forgatókönyvírója, Paul Sloan szerepelt színészként a filmben, mint Lemi K. bűnvezér.